# La grande madre
La grande madre è il ventunesimo ed ultimo album in studio del cantautore italiano Pino Daniele, pubblicato il 20 marzo 2012 dalla Blue Drag.

## Descrizione
La grande madre si compone di undici brani inediti con testi e musiche di Pino Daniele (ad eccezione di Searching for the Water of Life, il cui testo è stato scritto da Kathleen Hagen) a cui si aggiunge la cover di Wonderful Tonight di Eric Clapton (con testo tradotto in italiano dallo stesso Daniele). Il brano Searching for the Water of Life è dedicato a Save the Children, a supporto della campagna Every One per dire basta alla mortalità infantile.

## Tracce
Testi e musiche di Pino Daniele, eccetto dove indicato.
1. Melodramma
2. Niente è come prima
3. Due scarpe
4. La grande madre
5. Wonderful Tonight (originariamente interpretata da Eric Clapton) (Eric Clapton)
6. Piedi nudi
7. The Lady of My Heart
8. Il primo giorno di primavera
9. Searching for the Water of Life (testo: Kathleen Hagen)
10. Coffee Time
11. 'O Fra
12. I Still Love You

## Formazione
- Pino Daniele - voce, chitarra acustica ed elettrica
- Omar Hakim - batteria
- Rachel Z - pianoforte
- Willie Weeks - basso
- Chris Stainton - organo Hammond, pianoforte
- Solomon Dorsey - basso
- Gianluca Podio - pianoforte, tastiera
- Steve Gadd - batteria
- Mino Cinelu - percussioni
- Mel Collins - sax

## Classifiche

### Classifiche settimanali
| Classifica (2012) | Posizione massima |
| ----------------- | ----------------- |
| Italia            | 2                 |

### Classifiche di fine anno
| Classifica (2012) | Posizione |
| ----------------- | --------- |
| Italia            | 67        |